# Weißrandiger Grashüpfer

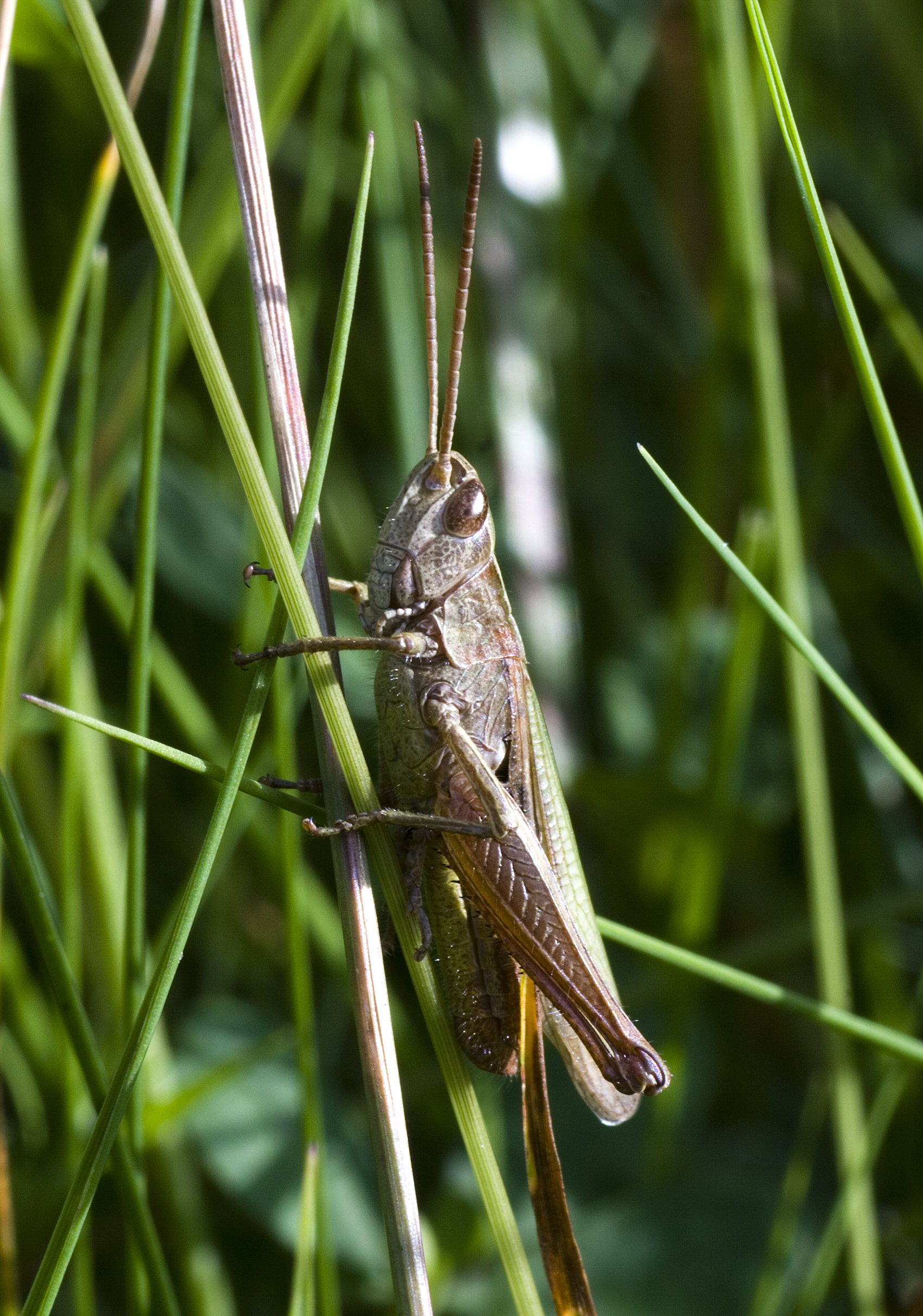
Männchen

Der Weißrandige Grashüpfer (Chorthippus albomarginatus) gehört zur Unterfamilie der Grashüpfer und ist in Deutschland weit verbreitet.

## Merkmale
Weißrandige Grashüpfer sind sehr farbvariabel. Sie können je nach Habitat grünlich bis bräunlich dunkel gefärbt sein. Oft treten auch Mischfarben auf. Die männlichen Tiere sind stets kleiner (13 bis 15 mm) als die Weibchen (18 bis 21 mm). Ihre Stirn ist vor dem Auge leicht rhombisch eingesenkt oder abgeplattet. Die Fühler sind am Ende nicht verdickt und fadenförmig. Die Hinterschenkel besitzen keinen gelblichen Ring. Die Seitenkiele des Hinterschilds sind parallel oder schwach trapezförmig angeordnet. Ihre Flügel sind stets voll entwickelt, fast so lang wie der Hinterleib, erreichen Hinterknie (die hell und kaum verdunkelt sind) jedoch nicht. Die Tiere können nicht nur hüpfen, sondern ihre Flügel auch zum kurzzeitigen Fliegen benutzen. Die Hinterflügel sind nur wenig kürzer als die vorderen und schnarren beim Auffliegen nicht. Die Vorderflügel sind dagegen etwa 5-mal so lang wie breit. Im Vorderflügel ist die zweite Längsader von vorn deutlich gewellt.
Es herrscht Geschlechtsdimorphismus: Männliche und weibliche Tiere unterscheiden sich voneinander. Dabei sind die Weibchen stets größer. Ihre Vorderflügel sind schmaler als der Hinterschenkel. Die oberen Legescheidenklappen (die nur bei Weibchen vorkommen) sind allmählich zur Spitze in einem Winkel von etwa 45° abfallend. Der Vorderrand der Vorderflügel ist bei den Weibchen meist mit einem gelblich-weißen Längsstrich versehen. Die Männchen dagegen besitzen Vorderflügel, die etwa so breit wie die Hinterschenkel sind. Zudem haben sie einen kegelförmig ausgezogenen Hinterleib.
Verwechselungsgefahr besteht mit dem Wiesengrashüpfer (Chorthippus dorsatus).

## Vorkommen
Die Tiere kommen auf nassen Wiesen, Weiden, Dünen und Salzwiesen vom Tiefland bis in die Mittelgebirge vor. Im Süden von Deutschland sind sie seltener, im Norden dagegen weit verbreitet und häufig. Die erwachsenen Tiere treten von ca. Mitte Juni bis Ende September auf.

## Lebensweise

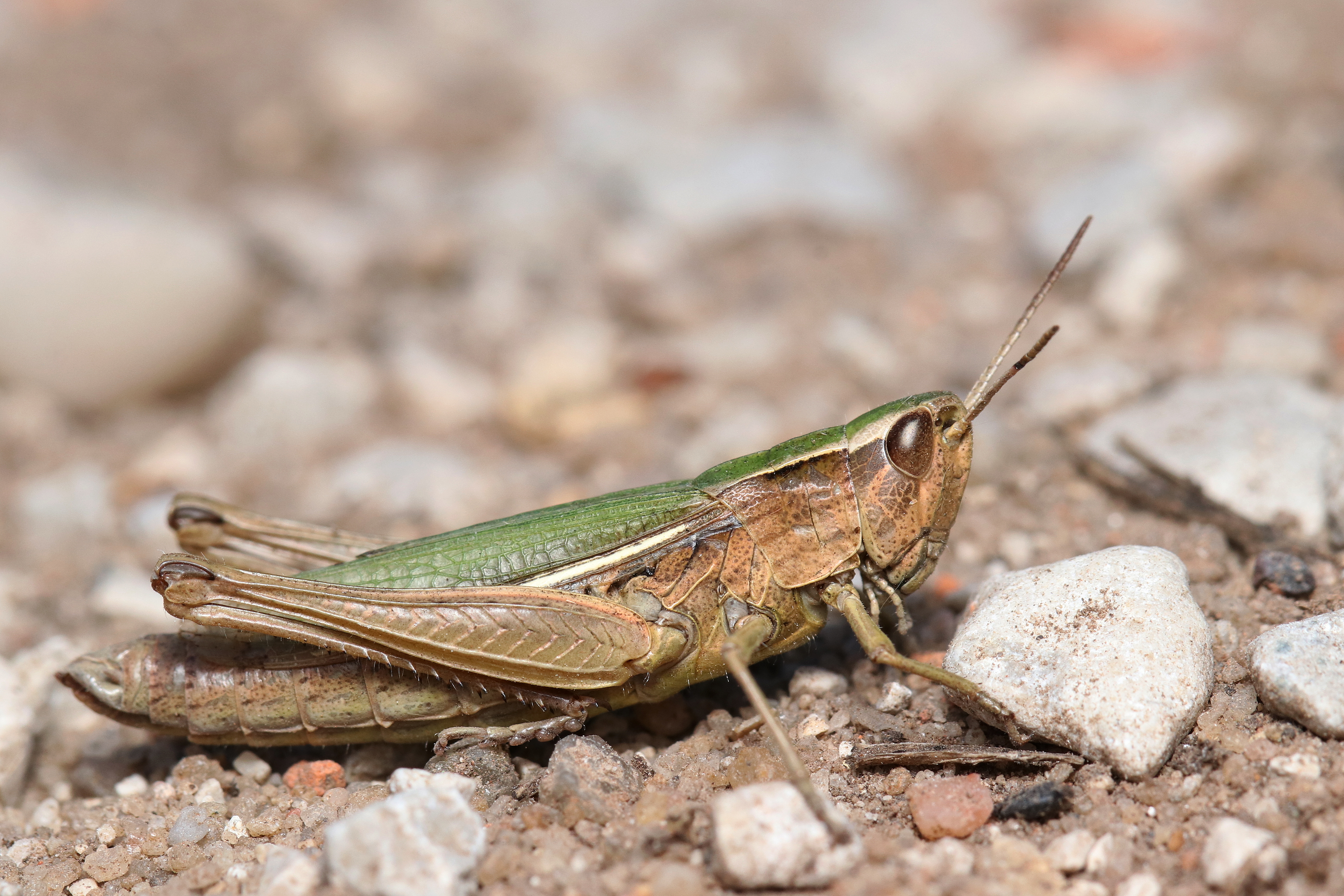
Weibchen (grüne Morphe)

Die erwachsenen Tiere legen im Herbst ihre Eier bevorzugt in die Erde oder zwischen Blüten in Bodennähe ab. Diese überwintern und im Juni/Juli schlüpfen daraus dann die Imagines. In sehr heißen Jahren können sie je nach Temperatur auch früher schlüpfen. Das Singen (s. u.) erfolgt meist nur an sehr warmen, sonnigen Tagen.
Erkennbar sind sie am lauten Gesang (einzelne kurze Schwirrlaute „schrrr“ in einigen Sekunden Abstand, Hörbarkeit ca. 10–20 Meter). In direkter Nähe von Weibchen stridulieren die Männchen dann sehr leise (Hörbarkeit ca. 50 cm) und mit langsamerer abwechselnder Beinbewegung. An der Lautäußerung kann man sie von der im Aussehen sehr ähnlichen Art Chorthippus dorsatus (Wiesengrashüpfer) unterscheiden.

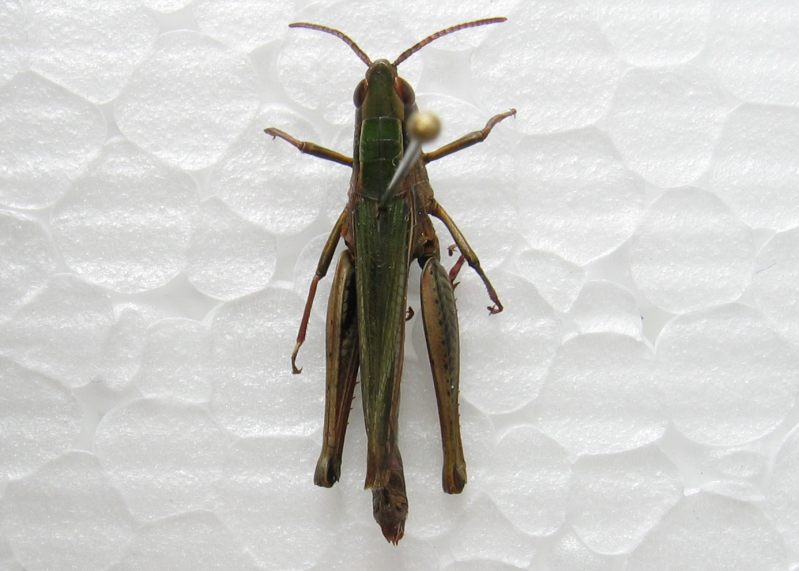
Grüne Farbvariante
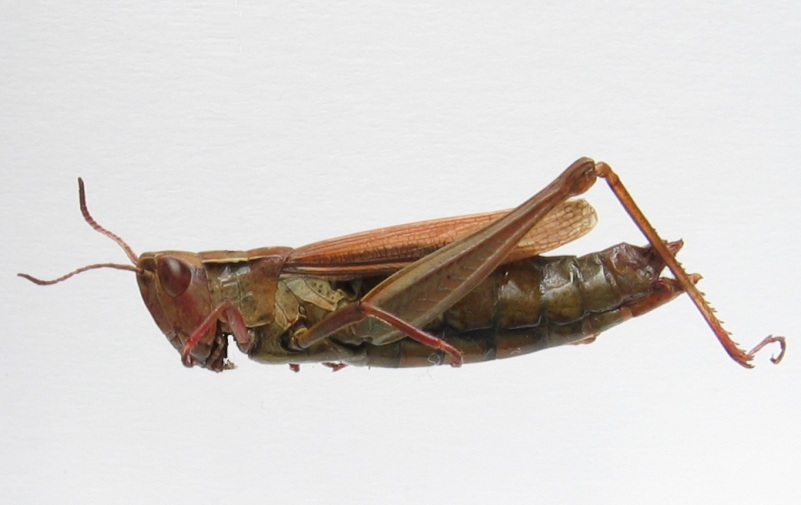
Seitenansicht der braunen Farbvariante
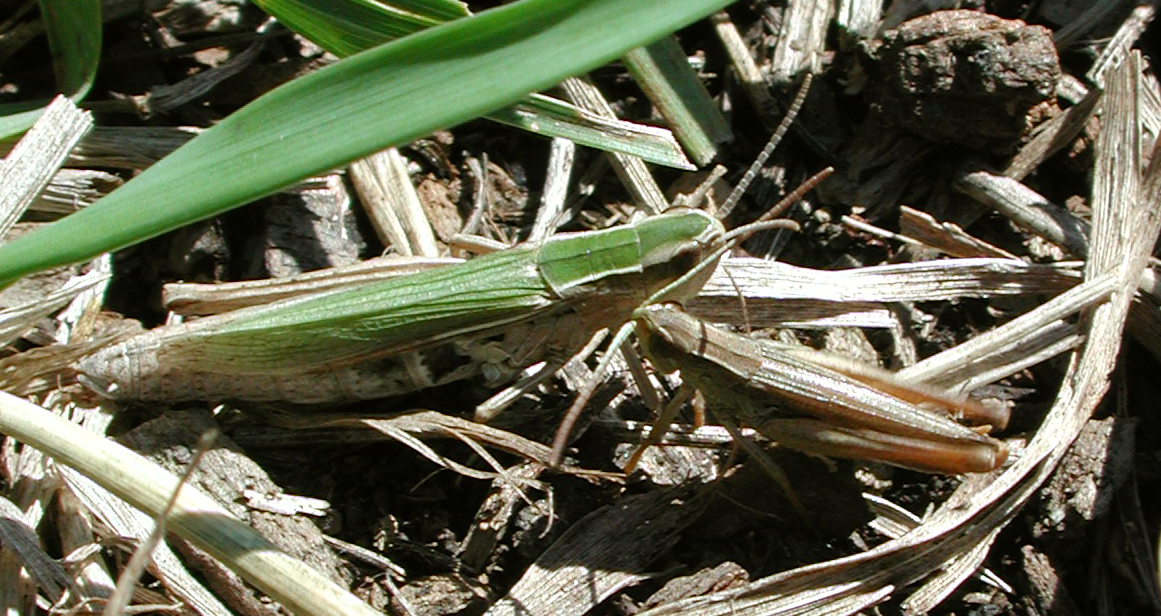
Weibchen: Farbvariante mit grünem Rücken
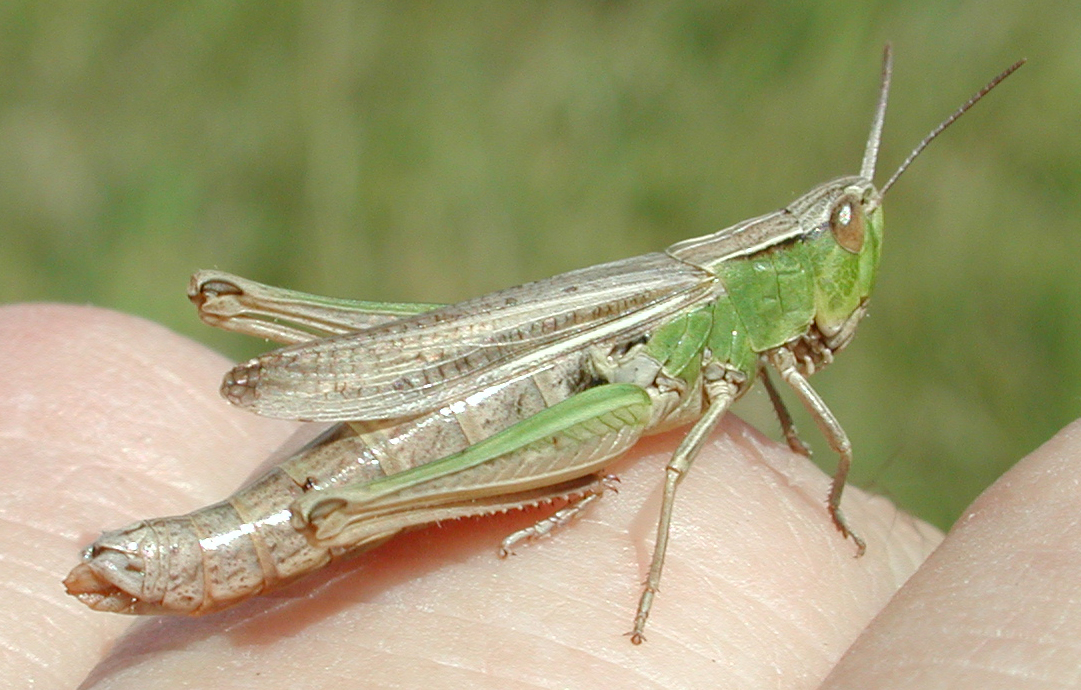
Weibchen: Farbvariante mit grünen Seiten und Hinterschenkeln